# 마리마르
《마리마르》(스페인어: Marimar)는 멕시코의 텔레노벨라이다.